# Оберванг
Оберванг (нем. Oberwang) — коммуна (нем. Gemeinde) в Австрии, в федеральной земле Верхняя Австрия. 
Входит в состав округа Фёклабрук.  Население составляет 1593 человека (на 31 декабря 2005 года). Занимает площадь 39 км². Официальный код  —  41721.

## Политическая ситуация
Бургомистр коммуны — Вильхельм Вальдль (АНП) по результатам выборов 2003 года.
Совет представителей коммуны (нем. Gemeinderat) состоит из 19 мест.
- АНП занимает 15 мест.
- СДПА занимает 2 места.
- АПС занимает 2 места.